# Моргольт
Моргольт (Marhalt, Morold, Marhaus и другие варианты) — ирландский воин, великан, один из значимых персонажей средневековой легенды о Тристане и Изольде. Он требовал дань с короля Марка из Корнуолла и в конце концов был убит Тристаном, племянником и вассалом Марка. Ранил Тристана отравленным лезвием (копьем или мечом), по некоторым версиям, брат ирландского короля и дядя Изольды.

## История образа
Моргольт появляется во всех версиях легенды, начиная со стихотворных произведений Томаса Британского и Беруля, относящихся к XII веку. В «Романе о Тристане и Изольде» выступает под именем Морхульта Ирландского, а в романе Томаса Мэлори «Смерть Артура» — под именем Мархальта.